# Pete Vuckovich
Peter Dennis Vuckovich (Johnstown, Pensilvania, 27 de octubre de 1952), más conocido como Pete Vuckovich, es un exjugador profesional estadounidense de béisbol que se desempeñó en la posición de lanzador en las Grandes Ligas de Béisbol (MLB). Logró obtener el Premio Cy Young.

## Carrera
Vuckovich jugó como profesional dos temporadas en Chicago White Sox (1975-1976), después pasó a Toronto Blue Jays (1977), luego a St. Louis Cardinals (1978-1980), posteriormente a Milwaukee Brewers, donde jugó cinco temporadas (1981-1983, 1985-1986), y fue el equipo en el que se retiró.

## Premios
Fue galardonado con el Premio Cy Young en una oportunidad (1982).